# Bollenkubus
Bollenkubus is de populaire naam voor het conceptuele schema waarmee Gerard Hoekveld de ingewikkelde relaties tussen de menselijke activiteiten en de ruimtelijke omgeving inzichtelijk maakte. Met de bollenkubus probeerde Hoekveld een logische orde aan te brengen in de veelheid van begrippen die na de introductie van het oecologisch complex van Chris van Paassen in geografisch Nederland de ronde deed in de periode 1965-1970. De bollenkubus is ook wel genoemd "structuurmodel van de stad" en "model van de structuur van een samenwoningscomplex".
Centraal in de bollenkubus staat het begrip handelingsverband. Dat zijn instellingen waarvan mensen deel uitmaken en van waaruit zij handelen en bewegen. Het geeft in veel gevallen ook globaal aan waarom bepaalde activiteiten worden bedreven.
Er wordt een onderscheid gemaakt tussen drie groepen handelingsverbanden:
- De huishoudens in allerlei mogelijke samenstellingen
- De bedrijven
- De overige gelokaliseerde instellingen, zoals kerken, overheidsinstellingen,vakverenigingen, liefdadigheidsorganisaties etc.

Essentieel voor handelingsverbanden is dat ze altijd ergens gelokaliseerd zijn. Handelingsverbanden gaan onderling een veelheid van relaties aan. Zo gaan huishoudens relaties aan met bedrijven om een inkomen te verwerven, maar ook om bestedingen te doen in de consumptieve sfeer (winkelen, bioscoopbezoek, vakantie-activiteiten etc.). Zo ontstaat een sociaal-ruimtelijk bouwwerk dat Hoekveld de naam sociaal-ruimtelijke structuur geeft. Deze sociaal-ruimtelijke structuur laat sporen na in de werkelijkheid. Er worden woningen, bedrijven en wegen gebouwd om maar iets te noemen. De sociaal-ruimtelijke structuur projecteert zich als het ware in het fysisch milieu en het resultaat van die projectie wordt artefactieel-morfologisch patroon genoemd. Dit patroon laat uiteraard ook de werking van het fysisch milieu zien. Sociaal-ruimtelijke structuur en artefactieel-morfologisch patroon vormen samen de geografische structuur.
De kubus zelf symboliseert volgens Hoekveld de globale maatschappij. De typische vorm van een bepaalde sociaal-ruimtelijke structuur wordt namelijk mede bepaald door het sociale, culturele en politieke stelsel dat in een bepaald gebied van invloed is. Daarin opgesloten liggen de normen- en waardenstelsels.